# Nuno Mendes av Portugal
Nuno Mendes, död 1071, var regerande greve av Portugal mellan 1050 och 1071. 
Han föll i strid mot García II av Galicien år 1071, varefter grevskapet Portugal anslöts till Galicien och Leon fram till att det återupprättades 1096, tjugofem år senare. 